# Schleswig-Holsteinische Familienforschung
Der Verein Schleswig-Holsteinische Familienforschung e.V., gegründet am 4. Mai 1948 als Schleswig-Holsteinische Gesellschaft für Familienforschung und Wappenkunde e.V. Kiel, hat etwa 300 Mitglieder und seine Bibliothek im Landesarchiv Schleswig-Holstein. Er ist Kooperationspartner des Schleswig-Holsteinischen Heimatbundes und gehört der Deutschen Arbeitsgemeinschaft genealogischer Verbände (DAGV) an.

## Tätigkeiten und Organisation
Organe des Vereins sind Mitgliederversammlung, Vorstand und Beirat. Die Mitgliederversammlung findet jährlich, traditionell im Mai, an wechselnden Orten in Schleswig-Holstein statt.
Neben der Nutzung der Bibliothek können sich die Mitglieder über die vereinsinterne Mailingliste informieren und an Vorträgen teilnehmen. Außerdem steht eine Datenbank für Mitglieder zur Verfügung, in der Forscherdaten gespeichert und eingesehen werden können.

## Geschichte
Der Verein wurde am 4. Mai 1948 in Kiel unter anderem von G. E. Hoffmann und Hedwig Sievert, Stadtarchivarin der Stadt Kiel, gegründet. Die acht Gründungsmitglieder waren: Verkehrsreferent Wilhelm Behrens, Oberpostmeister a.D Heinrich Bulck, Stadtoberinspektor Carl Piepgras, Rektor a.d. Johann Gronhoff, Stadtarchivarin Dr. Hedwig Sievert, Referent Hans Klindt, G. Ernst Hoffmann und Rechtsanwalt Gustav Rendtorff.
Die Vorsitzenden waren:
- 1948–1953 Gustav Rendtorff
- 1953–1958 Ernst Hoffmann
- 1959–1961 Hermann Kümmel
- 1961–1988 Friedrich Schmidt-Siebeth
- 1988–1993 Irmgard Khuen
- 1994–1998 Peter Matthias
- 1998–2002 Joachim Memmert
- 2002–2004 Hayo Benn
- 2005 Juni–September Björn Rogge
- 2005 seit November Peter Drygalla

### Geschichte der Bibliothek
Hoffmann rettete ca. 200 Schriften aus den Jahren 1933–1944. Sievert richtete im Kieler Stadtarchiv in einem Nebenraum die erste Bibliothek ein. Wegen Umbauarbeiten im Stadtarchiv mussten 1975 neue Räumlichkeiten gefunden werden. 10 Jahre lagerten die Bücher bei einem Spediteur bis im August 1984 die 60 Regelmeter Bücher in der Harmsstraße 13 in Kiel ein neues Zuhause fanden. Die Räume wurden zu klein und waren nicht behindertengerecht. Im Februar 1997 wurden neue Räumlichkeiten in der Von-der-Goltz-Allee 48 in Kiel mit 130 Regalmetern bezogen. Der beschränkte Platz führte zu einem Umzug in den Königsweg 103 in Kiel im Jahre 2001. Mitte 2006 wurde der gesamte Bestand in den Bestand des Landesarchivs Schleswig-Holstein überführt, er hat dort die Abteilungssignatur „SHF“.

## Zeitschrift
Seit 1962 wird das Familienkundliche Jahrbuch Schleswig-Holstein herausgegeben. Zurzeit (2015) gibt es 54 Jahrbücher sowie 6 Sonderhefte (Einzelthemen). Vier Mal im Jahr erhalten die Mitglieder die Mitteilungen. Dort werden u. a. Suchanzeigen von Mitgliedern veröffentlicht.

## Nordelbischer Genealogentag in Rickling/Holstein
Der Verein hält seit 1968 gemeinsam mit der Genealogischen Gesellschaft Hamburg und dem Verein für Familienforschung e.V. Lübeck jährlich den Nordelbischen Genealogentag in Rickling ab, die Durchführung obliegt reihum einem der Vereine.